# Tihomir Orešković
Tihomir Orešković, né le 1er janvier 1966 à Zagreb, est un homme d'affaires et homme d'État croate, Premier ministre du pays du 22 janvier au 19 octobre 2016.
Alors qu'il est né en Yougoslavie communiste, ses parents émigrent au Canada dans son enfance. Il y passe l'immense majorité de sa vie et devient cadre-dirigeant de Teva Pharmaceutical Industries.
Il est nommé Premier ministre de Croatie en 2016 par une coalition de centre droit. Premier chef de gouvernement sans affiliation politique depuis l'indépendance du pays, ses premières semaines au pouvoir sont marquées par des polémiques et la démission d'un ministre. Il est renversé par une motion de censure après avoir perdu le soutien de la HDZ, qui le remplace par Andrej Plenković.

## Biographie

### Carrière professionnelle
Élevé au Canada, Tihomir Orešković y poursuit ses études avant de devenir expert financier pour la multinationale pharmaceutique Teva, jusqu'à en devenir, avant sa nomination comme Premier ministre, le directeur financier chargé du marché mondial des médicaments génériques.

### Carrière politique

#### Premier ministre
À l'issue des élections législatives du 8 novembre 2015, aucun parti n'obtient la majorité absolue. Après plusieurs semaines de négociations, une coalition est finalement formée entre l'Union démocratique croate (HDZ), parti de la droite nationaliste, et Le Pont, constitué d'élus locaux indépendants. Le 22 janvier 2016, le gouvernement est investi par le Parlement en obtenant 83 votes favorables sur 151 députés élus. Tihomir Orešković, totalement novice en politique et membre d'aucun parti, est nommé Premier ministre, cependant que Tomislav Karamarko, président de la HDZ, devient vice-Premier ministre. Orešković est par ailleurs très proche de l’organisation religieuse Opus Dei.

#### Polémiques
Dès le début, la composition de ce gouvernement suscite de vives réactions, notamment par la présence en son sein d'une part de Mijo Crnoja, ministre des Anciens combattants, qui doit démissionner dès le 28 janvier après avoir voulu créer un « registre des traîtres à la Nation » et pour des faits de fraude fiscale, et d'autre part, du ministre de la culture, Zlatko Hasanbegović, historien fortement controversé pour ses prises de positions révisionnistes quant à l'action du mouvement fasciste et antisémite oustachi pendant la Seconde Guerre mondiale. 
Une polémique s'ensuit avec la Serbie qui accuse son gouvernement de procéder à une réhabilitation du régime fasciste des oustachis. 

#### Destitution
Le 15 juin suivant, après cinq mois au pouvoir, Tomislav Karamarko annonce sa démission et la HDZ retire son soutien au cabinet qui est renversé le lendemain, quand le Parlement adopte une motion de censure par 125 voix pour, 15 contre et 2 abstentions.
Le 19 octobre 2016, le nouveau président de la HDZ Andrej Plenković lui succède.